# Wangenheim
Pour les articles homonymes, voir Wangenheim.
Wangenheim est une ancienne commune allemande de l'arrondissement de Gotha en Thuringe, faisant partie de la communauté d'administration Mittleres Nessetal. 

## Géographie

Situation de la commune (en rouge) dans l'arrondissement de Gotha

Wangenheim est située au nord-est de l'arrondissement, à la limite avec l'arrondissement d'Unstrut-Hainich, au sud des collines de Große Harth et à l'est du Hainich, sur la rive droite de la Nesse, à son confluent avec le Flutgraben, à 15 km au nord-est de Gotha, le chef-lieu de l'arrondissement. 
Wangenheim appartient à la communauté d'administration Mittleres Nessetal (Verwaltungsgemeinschaft Mittleres Nessetal).
Communes limitrophes (en commençant par le nord et dans le sens des aiguilles d'une montre) : Hörselberg-Hainich, Bad Langensalza, Hochheim, Goldbach, Sonneborn et Brüheim.

## Histoire
La première mention du village de Wangenheim date de 860 dans un document faisant état de son appartenance à  l'abbaye de Fulda. En 1133 apparaissent les seigneurs de Wangenheim qui ont dans le village leur résidence et occupent d'importantes fonctions auprès des landgraves de Thuringe. Wangenheim, placé dans une position stratégique sur la grande route ouest-est du Saint-Empire romain germanique est alors le centre d'une seigneurie importante. Le château est abandonné au XVIe siècle.
Wangenheim a fait partie du duché de Saxe-Cobourg-Gotha (cercle de Waltershausen). 
En 1922, après la création du land de Thuringe, Wangenheim est intégrée au nouvel arrondissement de Gotha avant de rejoindre le district d'Erfurt en 1949 pendant la période de la République démocratique allemande jusqu'en 1990.

## Démographie
| 1910 | 1933 | 1939 | 1995 | 2000 | 2005 | 2010 |
| ---- | ---- | ---- | ---- | ---- | ---- | ---- |
| 650  | 838  | 820  | 706  | 704  | 715  | 687  |

## Communications
La commune est traversée par la route L2122 qui rejoint au sud-est Goldbach et Gotha ainsi que Tüngeda et la route nationale B84 Eisenach-Bad Langensalza au nord-ouest.

## Jumelage
Dörzbach (Allemagne) dans l'arrondissement de Hohenlohe en Bade-Wurtemberg.